# Уильямс, Альфеус
Альфеус Старки Уильямс (Alpheus Starkey Williams) (29 сентября 1810 — 21 декабря 1878) — американский юрист, судья, журналист, конгрессмен и генерал армии Союза в годы гражданской войны в США.

## Ранние годы
Уильямс родился в Дип-Ривер, в штате Коннектикут. В 1831 году он окончил Йельский университет и получил степень юриста. Его отец умер, когда Уильямсу было всего 8 лет, и оставил ему состояние в 75 000$, которым Уильямс пользовался между 1832 и 1836 годами. Он совершил множество путешествий по США и Европе. Уже тогда он начал интересоваться военным делом: посещал поля сражений, арсеналы и военные музеи.
Вернувшись из путешествий, он осел в Детройте, который в 1836 году находился на линии фронтира. Он стал юристом и женился на Джейн Херефорд, от которой имел пять детей, двое из которых умерли в младенчестве. Джейн также умерла очень молодой, в 1849 году, когда ей было всего 30 лет.
Уильямс сменил множество занятий. Он избирался судьей округа Уэйн, в 1842 году был президентом банка Сен-Клэр, в 1843 издавал газету, с 1849 по 1853 был почтмейстером в Детройте.
Поселившись в Детройте, Уильямс вступил в мичиганское ополчение и многие годы был занят военной деятельностью. В 1847 году он стал подполковником 1-го мичиганского пехотного полка, который был отправлен на войну с Мексикой, но прибыл в Мексику слишком поздно. В 1859 году он так же был капитаном, и затем майором Детройтской Гвардии.

## Гражданская война
Когда в 1861 году началась гражданская война, Уильямс занялся обучением первых волонтеров штата. 17 мая 1861 года ему было присвоено звание бригадного генерала добровольческой армии США. В октябре 1861 ему поручили командовать бригадой в дивизии Бэнкса в составе Потомакской армии. Эта бригада в декабре имела следующий вид:
- 5-и Коннектикутский пехотный полк: полк. Оррис Ферри
- 1-й Мерилендский пехотный полк: полк. Джон Кенли
- 2-й Массачусетский пехотный полк: полк. Джордж Гордон
- 19-й Нью-Йоркский пехотный полк: полк. Джеймс Ледли (в декабре переформирован в артиллерийский)
- 28-й Нью-Йоркский пехотный полк: полк. Дадли Донелли
- 28-й Пенсильванский пехотный полк: полк. Джон Гири
- 46-й Пенсильванский пехотный полк: полк. Джозеф Кнайп

13 марта 1862 он принял командование дивизией V корпуса Потомакской армии. С апреля по июнь его дивизия была передана департаменту Шенандоа и была задействована против армии Томаса Джексона в ходе его кампании в долине Шенандоа. Джексон, однако, сумел переиграть Уильямса и Бэнкса, несмотря на неравенство сил.
26 июня дивизия Уильямса была переведена в Вирджинскую армию генерала Поупа и задействована в ходе Северовирджинской кампании. В сражении у Кедровой горы корпус Бэнкса снова встретился с Джексоном и снова был разит. Дивизия так и не успела прийти к полю боя второго сражения при Бул-Ране до конца сражения.
После сражения дивизию вернули в Потомакскую армию и она стала 1-й дивизией XII корпуса и в таком виде участвовала в Мерилендской кампании и сражении при Энтитеме. Во время стоянки под Фредериком солдаты дивизии обнаружили утерянный «Специальный приказ 191», содержащий военные планы генерала Ли. Они передали документ сержанту Джону Блоссу, тот передал его капитану Питеру Коппу, который послал его полковнику Сайласу Колгроуву (командиру 27-го индианского полка), который и доставил его генералу Уильямсу. Помощник Альфиуса Уильямса узнал на приказе подпись секретаря Ли, Роберта Чилтона. Уильямс передал приказ Джорджу Макклелану, командующему Потомакской армией.
Эта находка навела командование Потомакской армии на мысль разбить Северовирджинскую армию по частям. Эта попытка привела к сражению при Энтитеме, где дивизия Уильямса снова встретилась с корпусом Джексона. В ходе наступления погиб Джозеф Мансфилд, командир XII корпуса, и командование временно принял Альфеус Уильямс. Атака корпуса в целом была неудачна и он отступил, потеряв 25 % своего состава. После сражения командование корпусом перешло к Генри Слокаму.
Дивизия пропустила последующее сражение при Фредериксберге, поскольку была оставлена в резерве. 2 мая 1863 года во время сражения при Чанселорсвилле корпус Джексона атаковал фланг Потомакской армии и разгромил фланговый XI корпус; соседняя дивизия Уильямса успела вырыть укрепления и смогла остановить наступление Джексона, потеряв при этом 1500 человек. В том бою дивизия Уильямса состояла из трех бригад:
- Бригада Джозефа Кнайпа
- Бригада Самуэля Росса
- Бригада Томаса Ружера
- 3 артиллерийские батареи капитана Роберта Фицхью

### Геттисберг
После Чанселорсвилла Кнайп временно покинул армию по состоянию здоровья, а его полки распределили по другим бригадам. Раненного Росса сменил полковник Макдугал. В итоге к началу геттисбергской кампании дивизия Уильямса состояла из двух бригад:
- Бригада Арчибальда Макдугала
- Бригада Томаса Ружера

Дивизия пришла к Геттисбергу поздно вечером 1 июля 1863 года и заняла высоту Беннерс-Хилл. 2 июля XII корпус занял позицию на высоте Калпс-Хилл, на крайне правом фланге армии. Ввиду накладок генерал Генри Слокам решил, что командует правым крылом армии, XI и XII корпусами, поэтому Уильямс стал командиром XII корпуса, передав дивизию Томасу Ружеру.
Днем 2 июля, когда началась атака Лонгстрита на левый фланг Потомакской армии, генерал Мид приказал Уильямсу перебросить весь свой корпус на усиление левого фланга, однако Уильям сумел убедить Мида в важности позиций у Калпс-Хилл и добился того, что там была оставлена одна бригада (Джорджа Грина). Эта бригада сумела выдержать вечернюю атаку дивизии Эдварда Джонсона и продержаться до возвращения остальных частей корпуса. Утром 3 июля Уильямс организовал атаку утраченных позиций и после семичасового боя отбил их полностью. Вышло так, что генерал Слокам очень поздно составил свой рапорт, так что Мид ничего не знал о действиях корпуса Уильямса, когда составлял свой рапорт для командования.

### На Западе
В сентябре 1863 года федеральная армия была разбита при Чикамоге и осаждена в Чаттануге, поэтому им на помощь были переброшены с востока два корпуса: XI и XII. Позже их объединили в один ХХ корпус. Дивизия Уильямса не дошла до Чаттануги, поскольку ей поручили охранять железную дорогу в Теннесси. Затем она соединилась с армией Шермана и влилась в ХХ корпус, и приняла участие в сражениях Битвы за Атланту — особенно заметна была её роль в сражении при Ресаке. 26 мая 1864 года Уильямс был ранен в руку в сражении при Нью-Хоуп-Чеч, но остался в строю и командовал дивизией во время Марша к морю и в Каролинскую кампанию. 12 января 1865 года он получил временное звание генерал-майора. Постоянного звания он так и не получил, отчасти потому, что не был выпускником Вест-Пойнта.

## Послевоенная деятельность
После войны Уильям служил в Арканзасе, а 15 января 1866 году покинул службу. Он вернулся в Мичиган, но столкнулся с финансовыми проблемами, которые вынудили его занять пост посла США в Сан-Сальвадоре. Он прослужил на этой должности до 1869 года. В 1870 году он попытался избраться губернатором штата Мичиган, но безуспешно.
Вскоре его избрали депутатом от Демократов на 45-й конгресс США от мичиганского 1-го конгрессионального дистрикта, и он пробыл на этом посту с 4 марта 1875 года по 12 декабря 1878 года.
Он умер от инсульта 21 декабря 1878 года и был похоронен в Деройте на кладбище Элмвуд-Семетери.